# Hemyda aurata
Hemyda aurata är en tvåvingeart som beskrevs av Jean-Baptiste Robineau-Desvoidy 1830. Hemyda aurata ingår i släktet Hemyda och familjen parasitflugor. Inga underarter finns listade i Catalogue of Life.